# Antropizzazione
L'antropizzazione (dal greco: ànthrōpos, uomo), in geografia ed ecologia, è l'insieme degli interventi di trasformazione dell'ambiente naturale da parte dell'uomo. Poiché tali interventi sono attuati allo scopo di adattare l'ambiente alle esigenze e al miglioramento della qualità della vita dell'essere umano, non è detto che abbiano un impatto positivo sull'ambiente; anzi, al contrario, spesso hanno conseguenze deleterie, danneggiando in maniera irreversibile il naturale equilibrio degli ecosistemi.

## Storia
L'antropizzazione ha inizio con la comparsa dell'uomo sulla Terra e si è sviluppata per millenni fino ai giorni nostri. Presumibilmente gli australopitechi si cibavano di erbe, radici e resti di animali, ma con l'evoluzione, l'uomo iniziò a costruire utensili, a lavorare le pietre e a usare il fuoco, e nel Pleistocene erano già ben sviluppate le pratiche della caccia e della pesca. 
Benché al tempo queste attività svolgessero una pura funzione di sussistenza e avessero una portata irrisoria in termini di impatto ambientale, furono comunque il primo passo verso lo sfruttamento ambientale progressivamente sviluppatosi nei secoli con l'utilizzo di tecnologie via via più avanzate: ad esempio, l'utilizzo sconsiderato di impianti per la produzione di energia o l'estrazione di materiali determina l'emissione in atmosfera, nel suolo e negli oceani di sostanze dannose per salute dell'uomo e di altri organismi viventi, con un conseguente sconvolgimento dell'equilibrio degli ecosistemi, fino anche all'insorgere anche di cambiamenti climatici a livello locale e globale (tra cui l'aumento dell'effetto serra).

### Le grandi civiltà

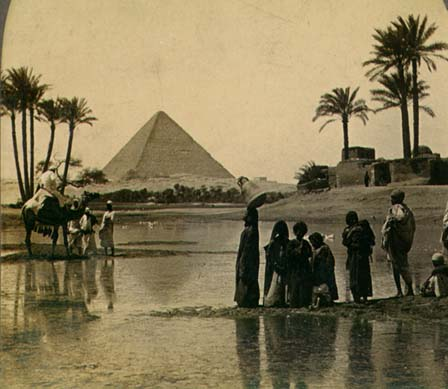
La grande piramide di Giza in una immagine del diciannovesimo secolo.

L'introduzione dell'agricoltura è uno dei grandi eventi che hanno modificato la storia umana. Al contrario di quanto avveniva con caccia e pesca, l'agricoltura determinò l'inizio delle modifiche all'ambiente da parte dell'uomo, ovvero dei primi processi di antropizzazione. Da cacciatore nomade, l'uomo si trasformò in agricoltore stanziale: così cominciò a costruire le prime capanne, a dissodare il terreno, a seminare e a piantare alberi da frutto. Le prime grandi civiltà tuttavia, malgrado alcune opere imponenti, come le piramidi o il controllo del corso del Nilo in Egitto, la capitale terrazzata con grandi giardini pensili a Babilonia e le città-stato in Grecia, non provocarono grandi mutamenti ambientali.

### L'impero romano

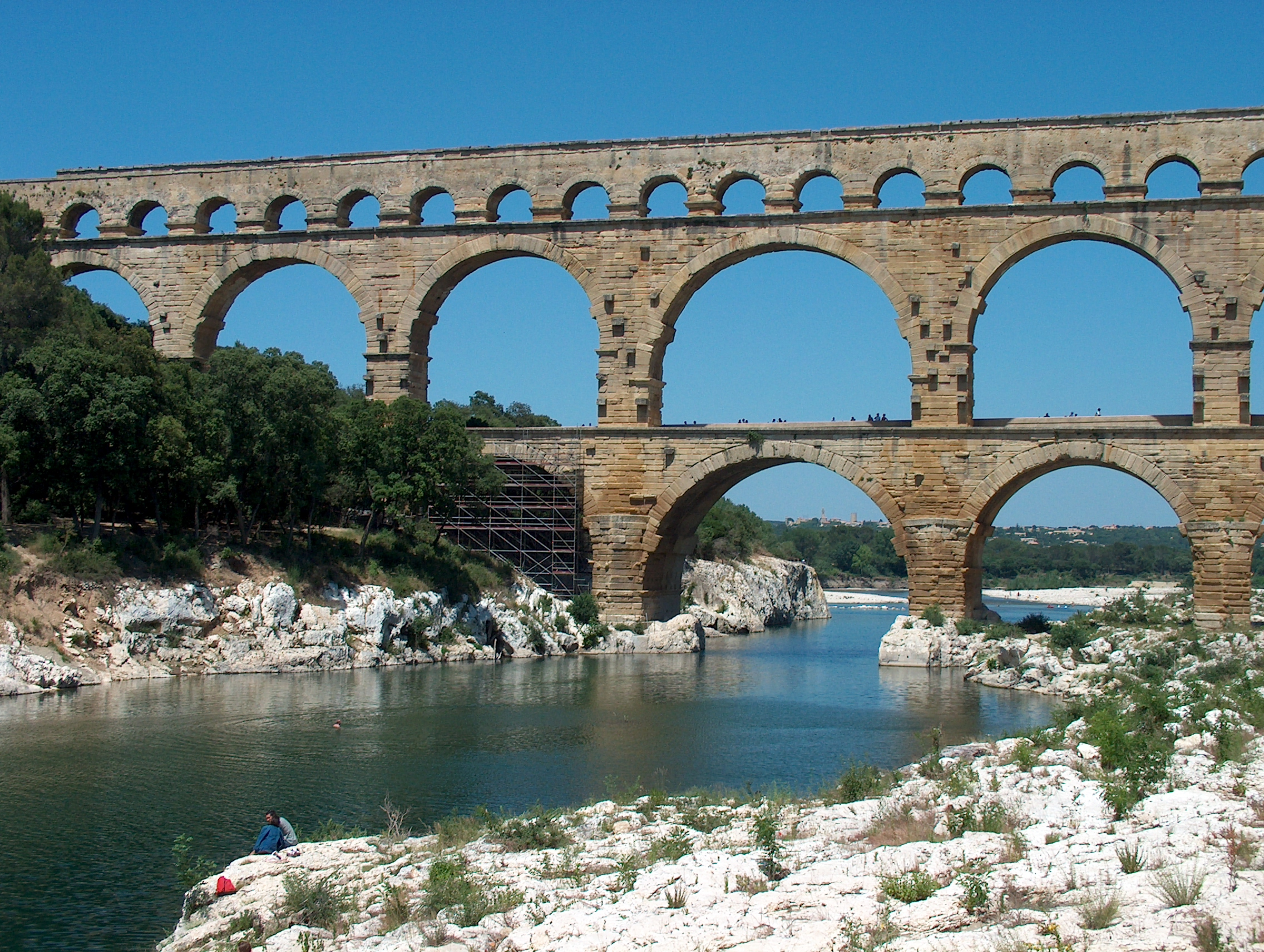
Acquedotto romano a Pont du Gard: attraversamento del fiume Gardon.

Con lo sviluppo di Roma nacque per la prima volta in Europa il fenomeno dell'urbanesimo. La città raggiunse, al tempo dell'impero, il milione di abitanti. I patrizi vivevano in ville a un piano solo che s'inserivano dolcemente nella natura, avevano ampi spazi aperti e numerose stanze. Per i plebei, invece, si edificavano costruzioni su diversi piani, che raggiungevano anche i 20 metri di altezza, suddivise in piccoli appartamenti: questi edifici, raggruppati in quartieri, erano paragonabili a veri e propri alveari con spazi minimi e pessime condizioni igieniche che favorirono il proliferare di infezioni e malattie. Il modello romano influenzò notevolmente l'ambiente attraverso l'intensificazione dell'agricoltura, la costruzione di strade e ponti per le comunicazioni e gli scambi commerciali, e l'erezione di acquedotti e infrastrutture, gettando le basi di quella che sarà la gestione e la modificazione dell'ambiente in senso moderno. Al contempo, i romani possedevano un culto per il valore della natura espresso attraverso le ville suburbane, sistemi abitativi complessi e inseriti in maniera funzionale nell'ambiente.

### Il medioevo

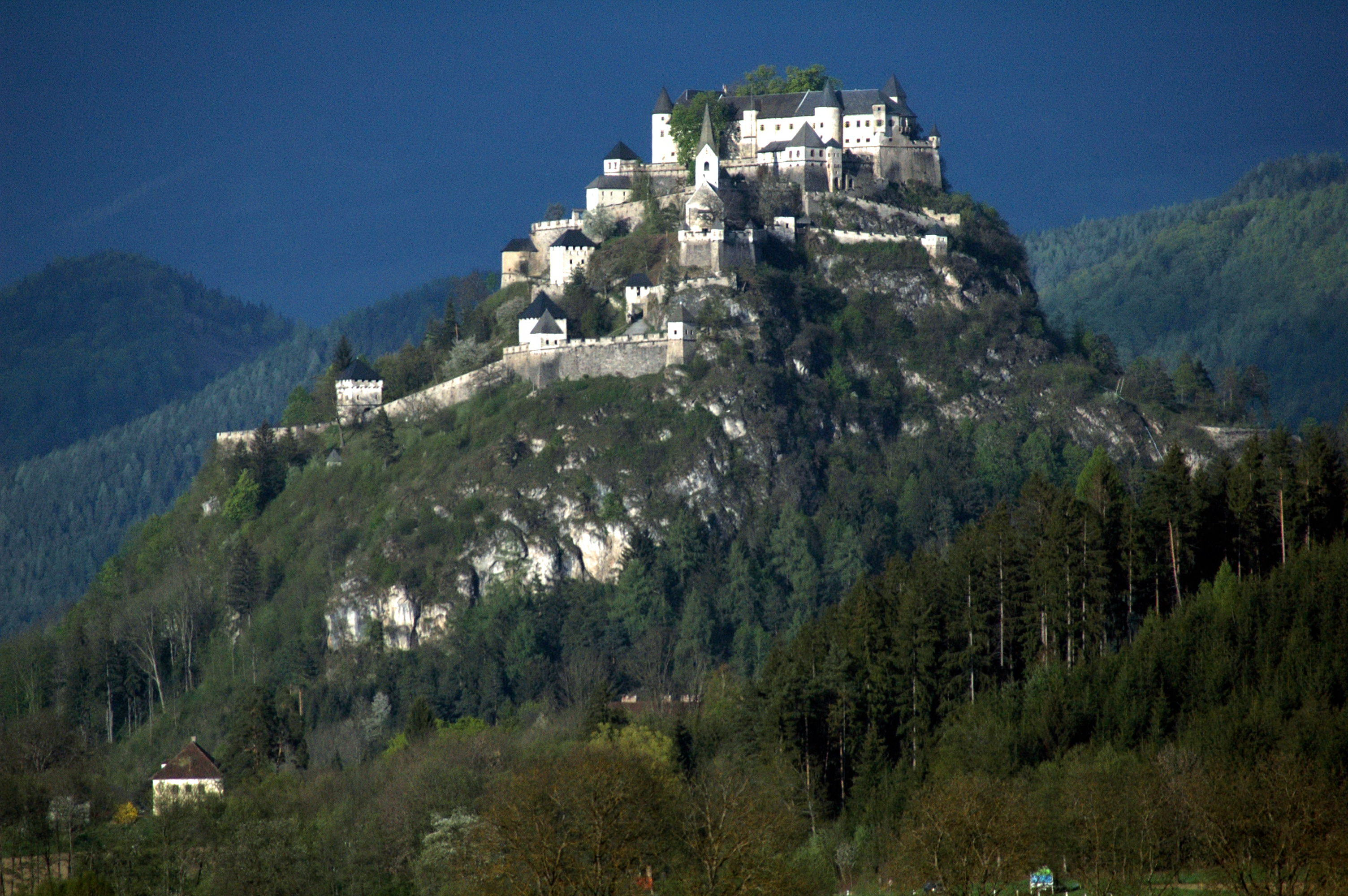
Castello Hochosterwitz sul Laengsee, in Carinzia, Austria.

Nel Medioevo lo spopolamento e la dispersione della popolazione sul territorio ridusse il fenomeno dell'accentramento urbano, cosicché Roma e le altre città ridussero drasticamente il numero dei loro abitanti. Per via del mutato sistema politico in seguito al crollo dell'impero romano d'occidente, le comunità decentrate cercarono di sfruttare il territorio soprattutto a scopo difensivo, portando alla nascita di nuovi modelli architettonici civili come il Borgo e il castello, o religiosi come la pieve e il convento. Queste realtà abitative si basavano sulla netta divisione fra il dentro e il fuori, segnato da mura: dentro si accentravano tutte le attività intorno a un nucleo edilizio centrale, mentre fuori si distribuivano a raggiera gli spazi per l'agricoltura e il lavoro. Un esempio di questo habitat è tuttora visibile nelle vicinanze di Siena all'Abbazia di San Galgano e al suo inalterato ambiente circostante.

### L'umanesimo
L'Umanesimo portò un recupero dello stile di vita antico romano, che includeva lingua, filosofia, architettura e anche antropizzazione, con conseguente ripresa dello sviluppo urbano. Le varie "città ideali" immaginate o fisicamente realizzate in quel periodo si basavano principalmente sul concetto di armonia sia interna sia esterna, in rapporto all'ambiente circostante. Nel territorio extraurbano si consolidò un'attività agricola tecnicamente avanzata che portò alla rinascita della villa di campagna, che aveva il suo archetipo nella villa romana.

### Rivoluzione industriale
La rivoluzione industriale, avvenuta tra la fine del XVIII e gli inizi del XIX secolo, ha portato al passaggio da un'economia agricolo-artigianale a un'economia industriale. Tale passaggio si affermò gradualmente in tempi successivi e con differenti modalità, anche nel continente europeo, avviando quella trasformazione dell'organizzazione sociale, dei sistemi politici, dei modelli culturali e degli stessi comportamenti individuali che caratterizza ancora oggi le aree sviluppate del mondo contemporaneo e che esercita un profondo condizionamento anche su quelle arretrate.
L'industrializzazione prese piede specialmente nell'Inghilterra. Il combustibile adoperato negli altiforni era costituito dal carbone di legna, una risorsa in via di esaurimento. I tentativi che erano stati compiuti di sostituire al carbone di legna coke prodotto dalla distillazione del carbone fossile, si erano scontrati con difficoltà legate alle qualità del minerale di carbone, caratterizzato da una combustione lenta e incompleta. Non è difficile immaginare quanto gravi siano state le ripercussioni dell'industrializzazione sull'ambiente dei territori coinvolti.

## Antropizzazione del suolo

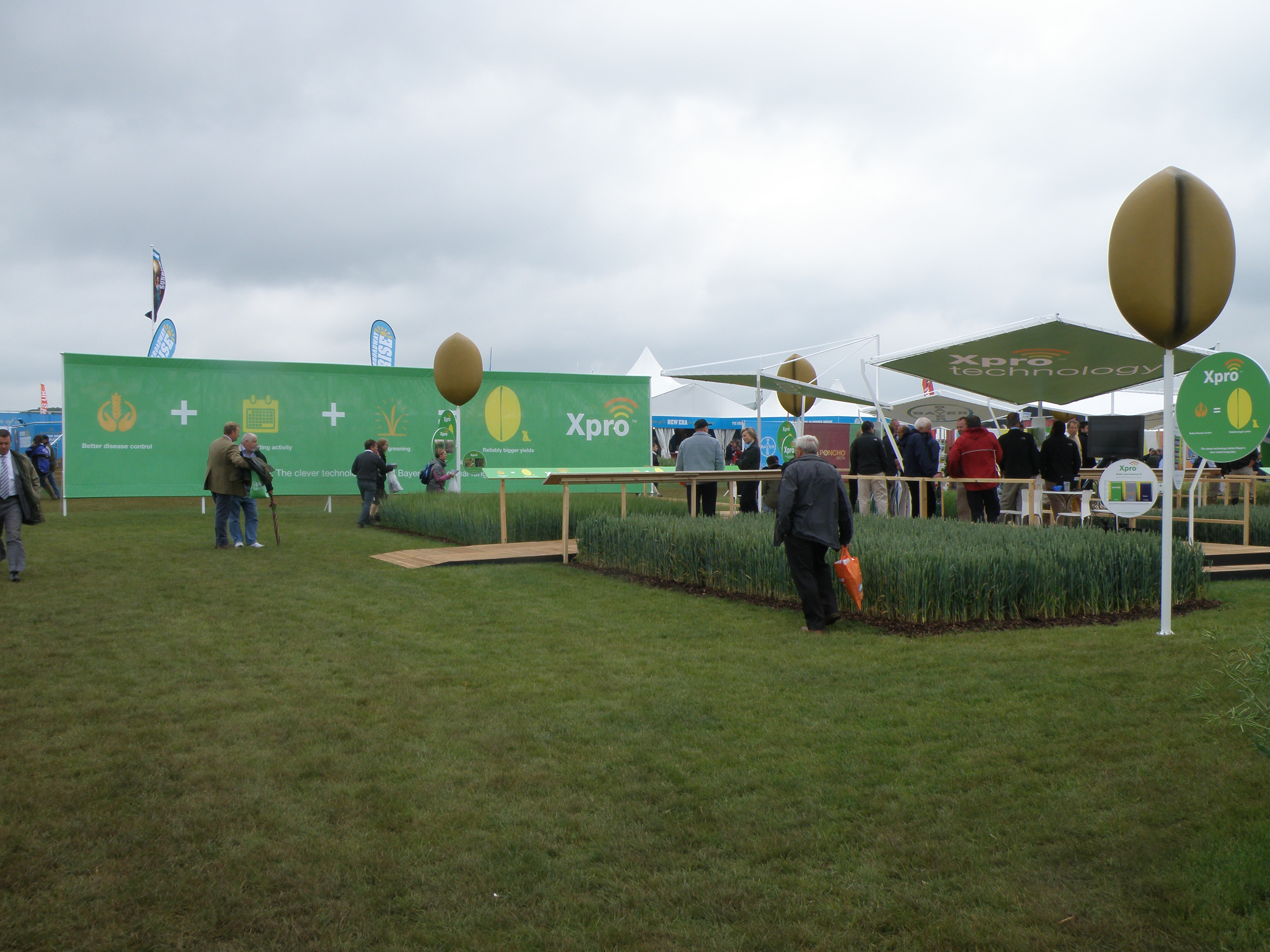
Bayer Crop Science display at the 2010 Cereals event - geograph.org.uk - 1911524

Le attività di antropizzazione del suolo includono:
- Attività agricole
- Costruzione di abitazioni, ospedali, e altre infrastrutture per fornire servizi di pubblica utilità
- Costruzione di reti di trasporti sul suolo, tra cui strade e ferrovie
- Costruzione di stabilimenti industriali per l'estrazione di minerali, la produzione di materiali e il trattamento di rifiuti.
- Disboscamento e riduzione generale delle aree verdi

### Agricoltura
Gli effetti negativi dell'agricoltura includono:
- Trasformazione delle foreste in campi coltivati (deforestazione).
- Utilizzo delle acque sotterranee e superficiali.
- Salinizzazione delle falde acquifere sotterranee.
- Contaminazione del suolo e delle acque con prodotti chimici derivanti dai fertilizzanti e pesticidi.

### L'ambiente costruito
Per "ambiente costruito" s'intende l'insieme delle realizzazioni umane che trasformano l'ambiente naturale, rimodellandolo secondo le esigenze umane (antroposfera).

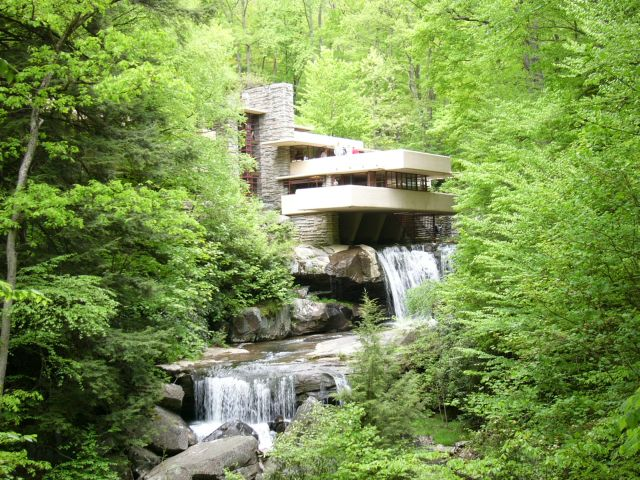
Fallingwater in Pennsylvania. Opera di Frank Lloyd Wright.

Tali trasformazioni comprendono non solo le vere e proprie costruzioni (architettura, ambiente abitativo ecc.), ma anche le lavorazioni agricole, forestali ecc. Ambienti costruiti, sono gli agglomerati edilizi e di infrastrutture, urbani e non, le aree rurali e anche le zone allo stato naturale attraversate da attrezzature di collegamento come autostrade o ferrovie. L'ambiente costruito è quindi la fusione dell'elemento naturale con l'intervento umano. Il grado di integrazione dell'opera umana con l'ambiente naturale è oggetto di dibattito in varie sedi e l'urbanistica e la pianificazione territoriale sono gli strumenti tecnici per realizzare gli interventi.
Le attività di costruzione sul suolo determinano molti effetti negativi sull'ambiente, tra cui:
- Alterazione e distruzione dell'habitat per lo sbancamento dei terreni.
- Deviazione dei corsi d'acqua sotterranei.
- Prosciugamento delle zone umide.
- Produzione di rifiuti.

L'analisi delle risorse è un aspetto prioritario. Interessante, a tal proposito è la famosa casa sulla cascata (Fallingwater) di Frank Lloyd Wright, uno dei maestri del Movimento Moderno e ideatore del concetto di architettura organica. Nonostante la sua dirompenza, l'abitazione si integra "organicamente" con il suo intorno: il bosco e la cascata. È quel "nuovo sistema in armonia" che Wright riesce a costruire ed a cui ogni progettazione dell'ambiente costruito dovrebbe tendere.
Una nuova sensibilità ambientale, unita alla necessità di salvaguardare l'ambiente naturale, ha portato al progetto CasaClima, entrato in vigore nel 2005 in provincia di Bolzano.

### Industria
Gli effetti negativi dell'attività industriale per l'ambiente includono:
- Emissioni di gas e polveri nell'atmosfera.
- Trattamento dei residui industriali.
- Inquinamento delle acque.

In particolare, nel caso delle industrie minerarie:
- Deviazione dei corsi sotterranei dovuta alla costruzione dei pozzi.
- Rimozione del suolo superficiale.
- Depositi superficiali di scorie minerarie di estrazione.
- Liberazione nell'atmosfera di polveri e fumi dai processi di raffinazione.

### Trasporti
Le attività di antropizzazione legate ai trasporti portano i seguenti effetti negativi:
- Deviazione dei corsi d'acqua superficiali per la costruzione di strade
- Inquinamento atmosferico dei veicoli
- Inquinamento acustico

## Antropizzazione delle acque

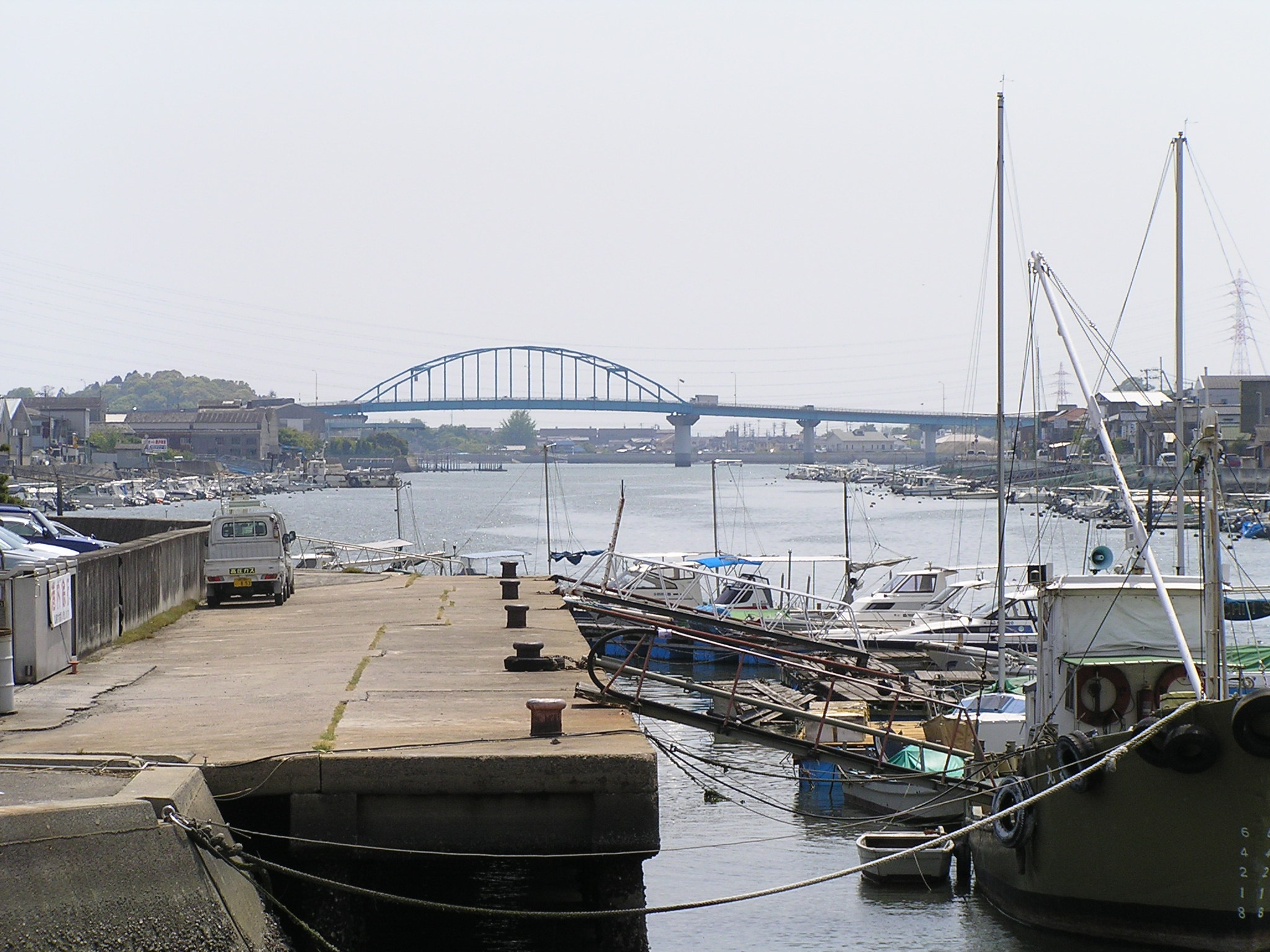
I porti modificano l'ambiente marino

L'acqua può raggiungere il mare non solo attraverso i fiumi ma anche passando dal suolo, dopo essersi infiltrata e aver raggiunto una falda acquifera.
Quindi, è facilmente intuibile che l'acqua si può inquinare non solo tramite i fiumi ma anche con i prodotti inquinanti del suolo.
Un'importante causa dell'inquinamento delle acque e in particolare delle acque dolci sono gli scarichi di materiale organico. In ordine di priorità, le principali fonti sono:
- Reflui fognari civili e domestici: sono rappresentati dai residui derivanti dalle attività domestiche di tutti i giorni: lavaggi, cucina, ecc. I corsi d'acqua spesso sono ridotti a fogne a cielo aperto, dato che in essi vengono riversati liquami e scarichi di ogni tipo.
- Allevamento: per gli allevamenti di animali il contributo inquinante è dato dai liquami delle loro deiezioni che contengono nitrati
- Industria: l'industria impiega moltissima acqua per: produrre una merce, lavare i prodotti finiti e le attrezzature, raffreddare i macchinari; l'acqua poi viene rigettata molto spesso nelle acque superficiali senza un trattamento adeguato.
- Agricoltura: le moderne pratiche agricole che usano fitofarmaci e concimi chimici in dosi eccessive causano apporti eccessivi di agenti inquinanti, che con il dilavamento passano nelle falde acquifere e nei fiumi.

### Autodepurazione
Nelle acque sono presenti dei microrganismi in grado di nutrirsi di composti organici, provenienti da organismi morti, liquami, e di trasformarli in minerali non inquinanti. Le sostanze che riescono a sottoporsi a questo processo vengono dette biodegradabili. Ma, al giorno d'oggi, l'aumento dell'inquinamento ha fatto sì che, le sostanze biologiche siano presenti in quantità molto maggiori rispetto alla naturale capacità di autodepurazione delle acque. Inoltre bisogna anche tener presente che vengono riversate anche sostanze non biodegradabili, sulle quali l'autodepurazione non ha alcun effetto, lasciando le acque dolci inquinate.

#### Eutrofizzazione
La presenza di fosfati nelle acque dei mari e dei laghi fa aumentare le alghe che, una volta morte, producono la morte per asfissia degli altri organismi, in quanto i batteri decompositori consumano tutto l'ossigeno presente nell'acqua. La tossicità intrinseca dei fitofarmaci può essere dannosa per gli acquiferi e la qualità dell'acqua potabile e del cibo stesso. Tale problema trova una soluzione mediante la coltivazione biologica che ha però la pecca di avere raccolti scarsi e prezzi elevati. Ultimamente la situazione sembra migliorata per la diffusione di impianti di depurazione nelle zone industriali, per l'uso di detersivi biodegradabili e per il controllo dei rifiuti agro-zootecnici.

#### Rifiuti tossici industriali
Il processo tecnologico delle industrie necessita inoltre di grandi quantità di acqua, che una volta usata viene incanalata verso i fiumi ed i mari, ma quest'acqua è così inquinata da minacciare gli organismi viventi che ne vengono a contatto. I principali rifiuti tossici delle industrie chimiche possono essere:
- Metalli pesanti (mercurio, usato spesso come fungicida; piombo, usato nelle batterie, nei proiettili, nelle vernici e nelle benzine; cadmio, usato nei rivestimenti di metallo, a volte come colorante e in alcuni tipi di batterie);
- Ossidi metallici e i sottoprodotti dell'industria farmaceutica;
- Idrocarburi tossici (usati per produrre insetticidi tipo il DDT o nelle lavorazioni di plastiche e vernici);
- Cromo (usato per la "cromatura" dei metalli, nella lavorazione di pelli e nelle acque di raffreddamento delle industrie);

Tutte queste sostanze si accumulano via via nel ciclo dell'acqua con pericolose conseguenze. Basti pensare che in Giappone molte persone furono avvelenate dai pesci che erano il loro basilare nutrimento. I pesci erano stati avvelenati mediante le tonnellate di mercurio riversate nel mare. Conseguenza di ciò fu la nascita di bambini con gravi problemi al sistema nervoso centrale.

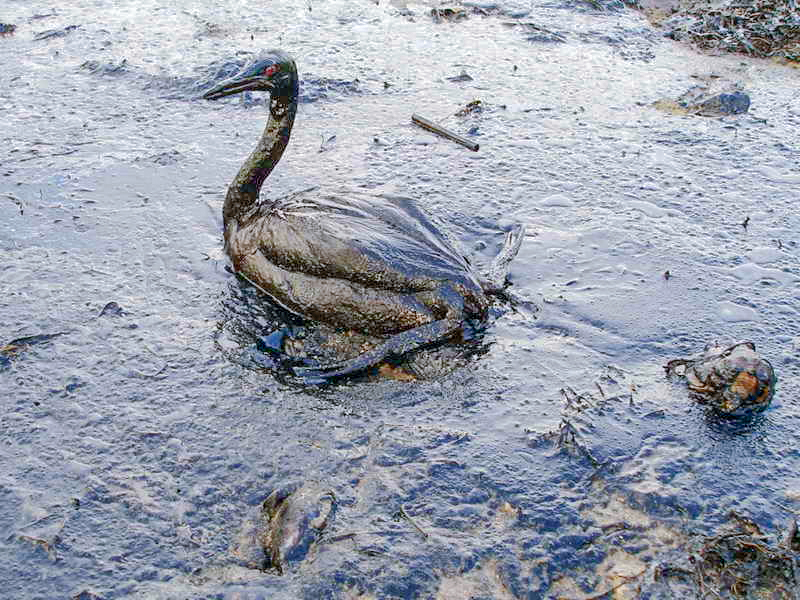
Oiled Bird - Black Sea Oil Spill 111207

#### Inquinamento da petrolio
La maggior parte dei mari del mondo è inquinata da petrolio. Il Mediterraneo è il mare a più alto livello di inquinamento da petrolio perché, essendo un mare chiuso, le acque si rinnovano lentamente. Il petrolio può diventare un pericolo per l'ambiente durante le fasi del ciclo produttivo: estrazione, trasporto, lavorazione. Se da una parte la fuoriuscita di petrolio è un evento raro e l'episodio più grave risale al 1990, in Europa, quando alcuni pozzi del mare del Nord hanno versato petrolio in mare per ben due giorni, dall'altra il versamento in mare da parte delle navi+ petroliere è un evento più comune.
Attualmente alcune petroliere vengono lavate con l'acqua di mare, riversandone milioni di tonnellate di nafta.
Ma altra causa di ciò è dovuto agli scarichi che troviamo nei porti, nei punti di carico e scarico e nei cantieri di demolizione navale. Molto spesso gli idrocarburi vengono versati in mare dalle raffinerie poste vicino alle coste, a causa di piccole ma incontenibili perdite che diventano ingenti se si protraggono nel tempo.
Non di rado, il petrolio fuoriesce dalle petroliere in seguito a incidenti. Quando questo avviene si provocano molti danni all'ambiente e alla fauna marina. Il petrolio che galleggia sull'acqua crea uno strato, detto "marea nera" che isola l'acqua dall'aria impedendo lo scambio di ossigeno e la penetrazione della luce solare. La carenza di ossigeno è la causa della morte di molti organismi marini. Nel tempo, le sostanze più leggere evaporano o vengono distrutte dai microrganismi o da reazioni chimiche, ma quelle più pesanti restano sotto forma di grumi che affondano e vengono attaccate da batteri o da reazioni chimiche. Prima di sparire distruggono gli organismi che vivono sui fondali.

## Antropizzazione dell'atmosfera

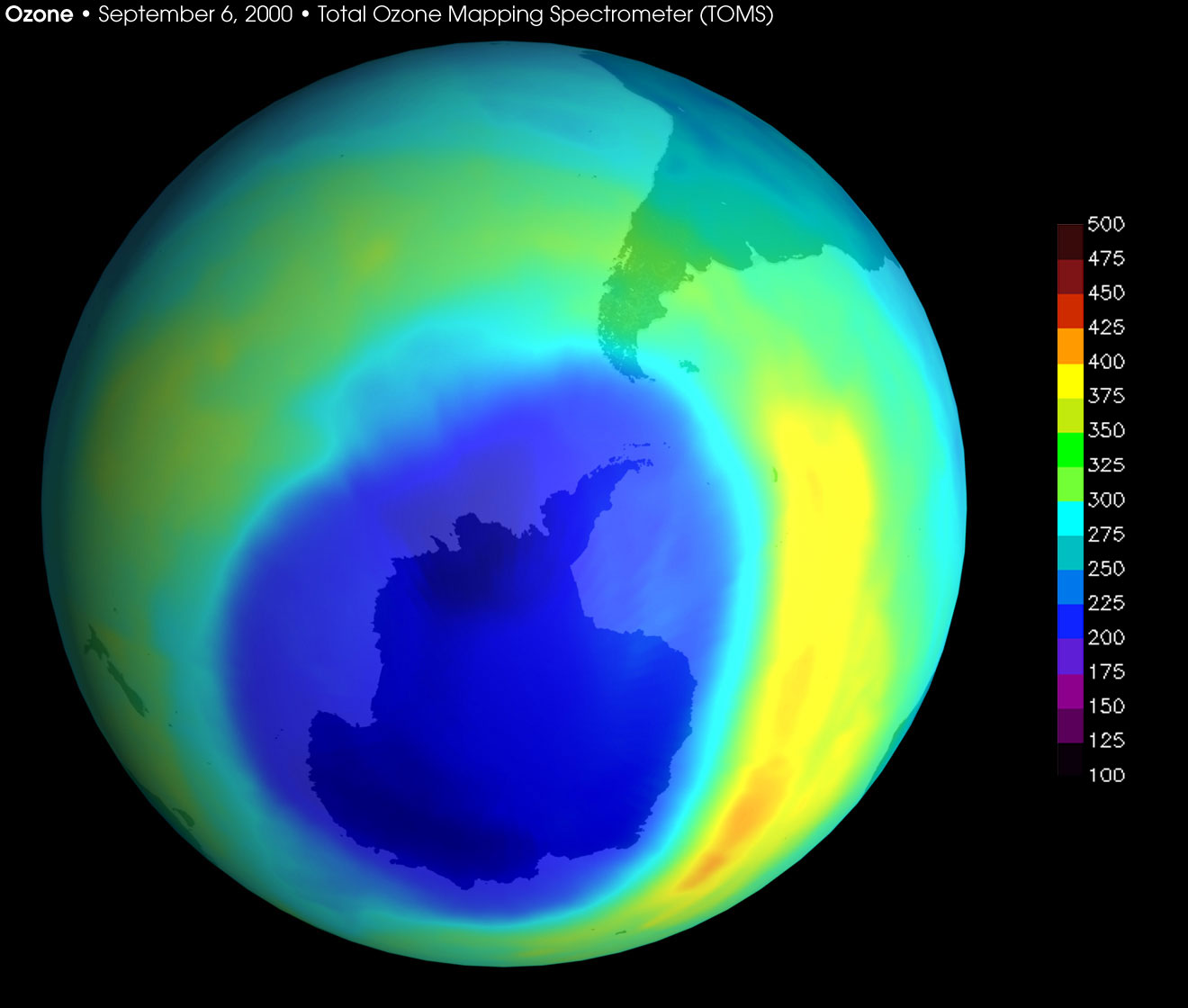
Allargamento del buco dell'ozono

L'atmosfera rappresenta l'insieme dei gas che circonda la Terra. Escludendo il vapore acqueo, che è presente in un quantitativo assai variabile, la frazione rimanente dell'atmosfera al livello del suolo è composta da azoto (N2) 78,0%, ossigeno (O2) 20,9%, argon (Ar) 0,9% e altri gas 0,1%.
L'antropizzazione dell'atmosfera è dovuta a tutti i gas nocivi che vengono sprigionati in essa e che hanno portato a molti cambiamenti. Sostanze tossiche continuano a essere immesse nell'atmosfera dalle industrie di tutto il mondo. I processi di combustione, che avvengono nelle industrie, negli impianti di riscaldamento e nei trasporti, immettono ingenti quantità di anidride carbonica, di anidride solforosa e di biossido di azoto nell'atmosfera, modificandone sensibilmente la struttura chimico-fisica.
Ne conseguono perciò tre processi di alterazione degli equilibri ambientali molto gravi:

### Effetto serra
Il cosiddetto "effetto serra" viene prodotto dall'azione di molti gas, immessi, in quantità crescente, nell'atmosfera: metano, ossido d'azoto, anidride carbonica. Quest'ultima ha una funzione necessaria poiché permette alla Terra di conservare una parte del calore che le proviene dal Sole, ma negli ultimi tempi, la sua quantità nell'aria è sensibilmente aumentata a causa della progressiva deforestazione subita da alcune vaste aree del Pianeta e della combustione di carbon fossile, petrolio, metano e altri gas generati dai sistemi di produzione agricoli e industriali. Secondo la teoria dell'effetto serra, infatti, come conseguenza della maggior presenza di alcuni gas in atmosfera, aumenterebbe la desertificazione di vasti territori delle regioni equatoriali e tropicali, nonché, nel caso in cui il surriscaldamento dovesse accentuarsi, vi sarebbe il rischio di un possibile futuro innalzamento del livello del mare,
a causa dello scioglimento dei ghiacci polari, con effetti catastrofici.

### Buco dell'ozono
Per buco dell'ozono si intende la riduzione della fascia dell'ozono situata nella stratosfera (il livello più alto dell'atmosfera).
L'ozono è un gas di colore azzurro caratterizzato da un odore pungente. La sua molecola è formata da tre atomi di ossigeno invece che da due (come nell'ossigeno dell'aria). Esso ha il compito di proteggere la terra dai raggi ultravioletti irradiati dal sole, tremendamente nocivi sia alla salute dell'uomo sia all'equilibrio degli ecosistemi. Sarebbe quindi di primaria importanza mantenere intatto questo strato protettivo, senza consentire che si formino buchi o smagliature.

### Piogge acide
Negli ultimi decenni si è potuto constatare che la terra, i fiumi e i laghi hanno avuto un aumento del grado di acidità, e tutto questo è dovuto tra l'altro alle industrie petrolchimiche le quali usano combustibili alquanto nocivi, i quali a contatto con il vapore acqueo dell'aria si trasformano in precipitazioni acide, ne consegue così che le condizioni di vita della fauna e della flora sia acquatica che terrestre peggiorino sempre di più. Ma queste piogge acide non costituiscono un danno solo per la flora e la fauna ma addirittura anche per i preziosi monumenti e per le splendide opere d'arte le quali vengono corrose con conseguenti gravi danni. Quindi quando l'aria e le acque sono inquinate l'equilibrio ecologico risulta alterato profondamente in quanto la diminuzione dell'ossigeno e la presenza quindi di sostanze tossiche, non consentono il normale svolgimento delle funzioni vitali di tutti gli organismi, animali e vegetali, compromettendone spesso la vita stessa.

## La modifica dell'ambiente e la sua salvaguardia

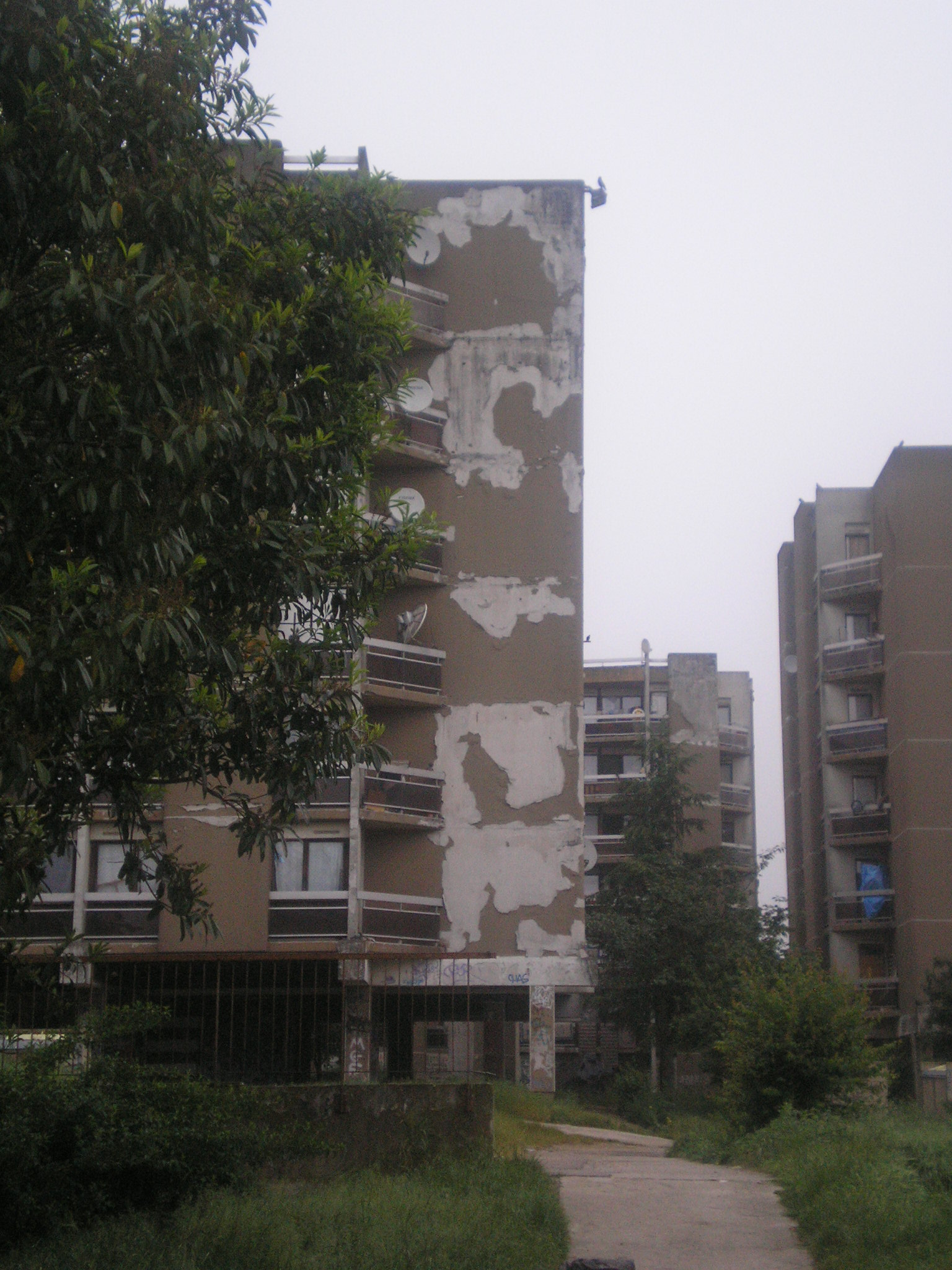
Ambiente urbano degradato.

Modifiche ambientali come il diboscamento al fine di ottenere zone edificabili o coltivabili, l'agricoltura stessa e lo sbancamento del terreno per la costruzione di strade e di ogni altro insediamento umano provocano danni sempre più evidenti e sempre meno accettabili. Tali modifiche portano con sé, spesso, conseguenze come inquinamento, degrado, depauperamento delle risorse e, per la popolazione, condizioni di vita critiche. Invertire la tendenza appare difficile, ma in tutti i paesi sviluppati l'opinione pubblica impone sempre più ai vari governi un'attenzione crescente al problema.
La difesa ambientale (o il suo recupero), quindi, è diventata una necessità diffusa. A tal proposito si sta cercando di modificare l'Articolo 9, della Costituzione italiana, allo scopo di rafforzarne l'efficacia, inserendo nel testo la parola ambiente accanto a paesaggio e patrimonio storico e artistico della Nazione. Il diritto costituzionale all'ambiente va inteso come diritto personale e collettivo alla conservazione, alla gestione responsabile e al miglioramento delle componenti e del complesso delle condizioni naturali: aria, acqua, suolo, territorio. La salvaguardia dell'ambiente è un valore fondamentale, nell'interesse delle generazioni future.
- Può essere considerato un esempio di antropizzazione anche un ambiente naturale ricostruito artificialmente dall'uomo a proprio piacimento, come l'acquario di casa o una riserva di caccia o un parco pubblico.